# Campylomyza montana
Campylomyza montana är en tvåvingeart som först beskrevs av Ephraim Porter Felt 1913.  Campylomyza montana ingår i släktet Campylomyza och familjen gallmyggor.
Artens utbredningsområde är Colorado. Inga underarter finns listade i Catalogue of Life.